# Pierre Jamet (photographe)
Pour les articles homonymes, voir Jamet et Pierre Jamet.
Pierre René Vital Jules Jamet est un photographe et chanteur français, né le 24 mai 1910 à Saint-Quentin (Aisne) et mort le 17 août 2000  à Le Palais (Morbihan). Il est un représentant de la photographie humaniste, et fut membre du quatuor vocal Les Quatre Barbus.

## Biographie
Pierre Jamet est fils de petits commerçants charcutiers établis d'abord rue Mouffetard puis rue de Ménilmontant à Paris. Il pratique le scoutisme chez les éclaireurs de France à partir de huit ans. Dès son plus jeune âge, il manifeste du goût pour la chanson et il acquiert son premier appareil photo en 1924, à l'occasion de sa participation au Jamboree des scouts au Danemark où il chante des chansons populaires françaises. Il ne cesse plus dès lors de chanter et de photographier.

### Les années 1930
Dans les années 1930, pour gagner sa vie, il pratique des métiers très divers : radio dans la marine marchande, dactylo, modèle, danseur, figurant puis directeur d'une colonie de vacances à Belle-Île-en-Mer. Cela lui vaut de photographier Daniel Filipacchi (11 ans), Henri Crolla (15 ans) et Marcel Mouloudji (15 ans), ses pensionnaires de la colonie, envoyés par Jacques Prévert et Marcel Duhamel.
Dans le même temps, il chante également comme ténor à la chorale de l'AEAR (Artistes et Écrivains Révolutionnaires) devenue en 1935 la « Chorale populaire de Paris ». C'est à cette occasion qu'il se lie avec Dina Vierny, qui sera plus tard fondatrice à Paris du Musée Maillol et fait d'elle de nombreuses photographies. Proche du groupe Octobre dont Jacques Prévert est l'un des piliers, il fait également plusieurs portraits du poète.
Au moment du Front populaire, il participe intensément à l'essor des Auberges de Jeunesse impulsé par Léo Lagrange, alors ministre de la jeunesse.
En 1937, il crée et dirige un groupe de garçons et de filles chantant et dansant « Le Groupe 18 ans » qui connaît jusqu'à la guerre un bon succès dans les milieux de jeunesse. Au cours de cette période, il engrange énormément de photos de ces jeunes si ardents et heureux de vivre cette époque intense. Ces photos ont fait l'objet, en 1982, d'une exposition organisée par la Fondation Nationale de la Photographie et intitulée « 36  Au-devant de la vie ».
Dans les années d'avant-guerre, Pierre Jamet publie des reportages dans l'hebdomadaire Regards qui employait aussi à cette époque Capa, Chim, Cartier Bresson.
En 1939, Pierre Jamet est mobilisé comme quartier maître radio dans la marine nationale

### L'après-guerre
Après la guerre, Pierre Jamet commence à chanter dans le quatuor vocal « Les Compagnons de route », devenu plus tard Les Quatre Barbus. Il est le chanteur ténor du groupe vocal qui enregistre son premier disque en 1948 et connait le succès notamment avec des chansons populaires, des chansons de cabarets des années 1950 (Georges Brassens, Boris Vian, Pierre Dac, Francis Blanche), quelques chansons paillardes et un album de chansons anarchistes. Un bon quart de siècle passé en chansons à travers la France et le monde. Beaucoup de disques, quelques grands prix du disque… 
Mais en même temps, il montre un intérêt constant pour la photographie, enrichi par toutes les rencontres, notamment professionnelles, qu'il fait et par tous les pays qu'il parcourt.

### Les années 1990
En 1991, il participe à l'exposition « Trio pour une expo » avec Fred Mella (Les Compagnons de la chanson) et Paul Tourenne (Les Frères Jacques).
Créée au Château Lumière à Lyon par la Fondation Nationale de la photographie, cette exposition tourne dans diverses villes de France depuis son inauguration.
Pierre Jamet est un photographe humaniste, témoin de son siècle. Ayant côtoyé une France modeste aussi bien qu'une France créative, son œuvre photographique est diversifiée. Désireux d'enregistrer le réel, il est, entre autres, l'auteur de clichés historiquement importants.

## Publications
- La Clé des chants, 100 chansons recueillies et harmonisées par Marie Rose Clouzot et Pierre Jamet, Éditions Salabert, Paris années 1930
- L'Éducation du geste graphique, avec Gisèle Calmy-Guyot, Éditions Nathan, 1976.
- Temps de pause avec Fred Mella et Paul Tourenne (Charles Aznavour et Philippe Meyer pour les textes), Alternatives, 2000
- Belle ile en Mer. 1930-1960 (préface de François Maspero), Éditions Hengoun, 2009
- 1936, Au-devant de la vie, photos Pierre Jamet, texte Pierre Borhan, Editions Taffimaï, 2016

## Expositions
- 36 - Au devant de la vie créée par la Fondation Nationale de la Photographie à Lyon le 3 juin et à Lille le 17 juin 1982
- Trio pour une expo créée par la Fondation Nationale de la Photographie  à Lyon en 1991
- Belle Île en Mer créée à Belle-Île-en-Mer du 18 juillet au 21 août 2009
- Belle Île en Mer à Grand Village exposition qui sera terminée vers mi septembre 2013. Présentée à l'Alliance Française de Dublin (Irlande) durant l'été 2010 puis au Port Musée de Douarnenez durant l'été 2011

- Dina Vierny vue par Pierre Jamet créée à l'Espace Dupon Paris du 18 juin au 18 septembre 2009. Présentée au Musée Maillol-Fondation Dina Vierny durant l'été 2010 puis à la Galerie Dina Vierny en mars avril 2011

- Changement de décor à Paris 14e 1944-1984 créée à la galerie du Montparnasse, Paris du 1er au 14 novembre 2010
- Vues sur mer. 1930-1970" présentée à Vannes dans le cadre du Festival Photo de Mer du 6 avril au 6 mai 2012
- Rétrospective dans le cadre de Photoclubbing - Mois de la photo de Palaiseau du 8 janvier au 3 février 2013
- Rétrospective 1930-1970. Dina Vierny and other stories - MAMM (Musée de la Photographie) Moscou du 21 mars au 21 avril 2013
- 1936, Dina, Pierre, Sacha… Rencontres de la photographie d'Arles 2013, Atelier de la Formation
- « Dina Vierny par Pierre Jamet» DU 8 juillet AU 31 octobre 2019 - Centre International du Photojournalisme de Perpignan